# 伊号第四十二潜水艦
| 艦歴     | 艦歴                                                                 |
| -------- | -------------------------------------------------------------------- |
| 計画     | 昭和17年度計画（マル急計画）                                         |
| 起工     | 1942年3月18日                                                        |
| 進水     | 1942年11月10日                                                       |
| 竣工     | 1943年11月3日                                                        |
| その後   | 1944年3月23日戦没                                                    |
| 除籍     | 1944年4月30日                                                        |
| 性能諸元 |                                                                      |
| 排水量   | 基準排水量：2,230t（水上）／3,700t（水中） 常備排水量：2,624t        |
| 全長     | 108.7m                                                               |
| 全幅     | 9.3m                                                                 |
| 吃水     | 5.2m                                                                 |
| 機関     | 艦本式一号十型複動ディーゼル機関×2（2軸、水上11,000HP、水中2,000HP） |
| 最大速   | 23.5ノット（水上）／8ノット（水中）                                  |
| 航続距離 | 16ノットで14,000海里（水上）／3ノット96海里（水中）                  |
| 兵員     | 約94名                                                               |
| 兵装     | 40口径14cm単装砲1基 25mm単装機銃1基 53cm魚雷発射管6基 魚雷17本       |

伊号第四十二潜水艦（いごうだいよんじゅうにせんすいかん、旧字体：伊號第四十二潜水艦）は、大日本帝国海軍の伊四十型潜水艦の3番艦。ただし、艦艇類別等級別表においては伊十五型潜水艦の23番艦。

## 戦歴
1941年（昭和16年）の昭和17年度計画（マル急計画）により、呉海軍工廠で1942年3月18日起工、1942年11月10日進水、1943年11月3日に竣工した。横須賀鎮守府籍となり、訓練部隊の第一艦隊第11潜水戦隊に編入された。
25日、第11潜水戦隊は第六艦隊に移籍。
1944年（昭和19年）1月31日、伊42は第15潜水隊に編入される。
1944年2月12日、伊42は横須賀を出港し、トラック島北東方面に進出するも、戦果のないまま3月3日にサイパンに帰投。その後トラックに向かい、7日に到着した。
15日、伊42は輸送任務に参加するべくトラックを出港。19日にパラオに入港して輸送人員等を搭載した後、3月23日にラバウルに向け出港。出港当日の2129、ラバウルへ向けて18ノットで浮上航走中、アメリカ海軍潜水艦タニー（USS Tunny, SS-282）にレーダーで発見される。タニーはジグザグ航行中の伊42を追跡しながら、徐々に自艦に有利な体勢に持ち込んだ。2324、タニーは1,700メートルの距離から伊42へ向けて魚雷を4本発射し、潜航を始めた。タニーのハッチが閉じられる前に、魚雷2本が命中する音が響き、伊42が閃光を発したのを確認した。閃光は司令塔の中にまで差し込み、乗員の中には「反撃を食らった」と錯覚した者もいた。タニーは46メートルの深度まで潜航して様子をうかがうと、伊42の推進器音が止み、それから伊42が沈没する音が1時間にわたって聴取された。艦長の小川綱嘉中佐以下乗員102名全員戦死。沈没地点はアンガウル島南西6浬地点付近、北緯06度40分 東経134度03分 / 北緯6.667度 東経134.050度。
4月27日、アドミラルティ諸島方面にて沈没と認定され、4月30日除籍。

## 年表
- 1939年計画。
- 1943年11月3日 - 竣工
  - 11月3日 - 呉工廠にて竣工、横須賀鎮守府に編入。
- 1944年1月31日 - 第6艦隊第15潜水隊に編入。
  - 2月12日 - 横須賀を出港し東カロリン方面にて索敵任務に従事。
  - 3月23日 - パラオ出港。米海軍潜水艦タニーの雷撃を受け沈没。
  - 4月30日 - 除籍。

## 歴代艦長
※『艦長たちの軍艦史』413-414頁による。

### 艤装員長
1. 小川綱嘉 中佐：1943年7月27日 -

### 艦長
1. 小川綱嘉 中佐：1943年11月3日 - 1944年3月23日戦死